# Abaújvár (hrad)
Abaújvár (slovensky Abovský nový hrad, latinsky Castrum Novum, Castrum Novum Abe) je zřícenina hradu v Maďarsku, těsně při státní hranici se Slovenskem. Nachází se poblíž stejnojmenné obce. Byl postaven v údolí Hornádu králem Samuelem Abou (vládl 1041–1044) a byl sídlem historické stejnojmenné župy. Hrad byl zničen v 15. století a do dnešních dob se dochovala pouze zřícenina.